# Osmia quadricornuta
Osmia quadricornuta là một loài Hymenoptera trong họ Megachilidae. Loài này được Wu mô tả khoa học năm 2004.